# موموي ياماغوتشي
موموي ياماغوتشي (باليابانية: 山口 百恵) مغية وممثلة يابانية، ولدت يوم 17 كانون الثاني 1959 في شيبويا، طوكيو. بدأت مسيرتها الفنية عام 1972. ولديها 32 أغنية و 21 ألبوم. ومثلت في 15 فيلم وعدة مسلسلات. بعد زواجها من توموکازو میورا اعتزلت الظهور وهي في قمة شهرتها.

## روابط خارجية
- موموي ياماغوتشي على موقع IMDb (الإنجليزية)
- موموي ياماغوتشي على موقع ميوزك برينز (الإنجليزية)
- موموي ياماغوتشي على موقع أول موفي (الإنجليزية)
- موموي ياماغوتشي على موقع أول ميوزيك (الإنجليزية)
- موموي ياماغوتشي على موقع ديسكوغز (الإنجليزية)
- موموي ياماغوتشي على موقع قاعدة بيانات الفيلم (الإنجليزية)